# Gangneung
Gangneung (en coréen : 강릉, /kaŋ.nɯŋ/) est une ville de Corée du Sud de 216 357 habitants (2019) située près de la mer de l'Est dans la province de Gangwon. C’est le centre économique de la région du Yeongdong (en) au pied des monts Taebaek et Odaesan (1 563 m). La ville possède d’importantes attractions touristiques telle que la plage de Jeongdongjin et le festival Dano, un chef-d’œuvre intangible de l’héritage oral de l’humanité selon l’UNESCO.

## Symboles
Le drapeau est constitué d’un soleil rouge sur une vague bleue représentant le lever de soleil sur la mer. La fleur de la ville est la lagerstroemia, son arbre est le pin, son oiseau le cygne et son animal le tigre.

## Histoire
En 313, dans la 14e année du règne du roi Micheon de Koguryo, la ville est appelée Haseorang ou Haseula. En 397, elle passe sous le contrôle du royaume de Silla. En 512, Ichan Isabu, le seigneur d’Haseula conquiert le Usan-guk (l’île de Ulleung). Haseula est renommée en Myeongju en 757 et en Gangneung-do en 1263. En 1931, la commune de Gangneung-myeon obtient le statut de petite ville : Gangneung-eup. Elle fusionne en 1955 avec les communes de Seongdeok-myeon et Gyeongpo-myeon et en 1995 avec le district de Myeongju-gun. En 1996, l’infiltration d’un sous-marin nord-coréen forma le premier épisode de la guerre du crabe.

## Climat
| Mois                                | jan. | fév. | mars | avril | mai  | juin  | jui.  | août  | sep.  | oct.  | nov. | déc. | année   |
| ----------------------------------- | ---- | ---- | ---- | ----- | ---- | ----- | ----- | ----- | ----- | ----- | ---- | ---- | ------- |
| Température minimale moyenne (°C)   | −4,1 | −2,9 | 1,2  | 7     | 12,7 | 16,4  | 20,8  | 21,4  | 16    | 10,5  | 4,7  | −1   | 8,6     |
| Température moyenne (°C)            | −0,4 | 0,8  | 5,4  | 12    | 17,7 | 20,3  | 23,9  | 24,6  | 19,7  | 14,8  | 8,7  | 2,8  | 12,5    |
| Température maximale moyenne (°C)   | 4,2  | 5,2  | 10   | 16,9  | 22,7 | 24,6  | 27,7  | 28,5  | 24,1  | 19,8  | 13,4 | 7,5  | 17,05   |
| Ensoleillement (h)                  | 190  | 173  | 194  | 204   | 229  | 174   | 144   | 154   | 155   | 185   | 173  | 186  | 2 161   |
| Précipitations (mm)                 | 58,3 | 61,1 | 71,1 | 77,3  | 73,6 | 110,4 | 217,4 | 261,9 | 216,6 | 112,3 | 78,2 | 38,6 | 1 376,8 |
| Nombre de jours avec précipitations | 4    | 6    | 7    | 6     | 6    | 9     | 12    | 11    | 9     | 6     | 5    | 3    | 84      |
| Humidité relative (%)               | 52,1 | 57   | 60,2 | 61    | 61,8 | 75,2  | 80,2  | 81    | 77    | 67,1  | 59,2 | 52   | 65,3    |

## Gyeongpodae
Une particularité de Gangneung est d’être située à la fois près de la mer et près d’un lac. À l’est de la ville, Gyeongpodae est un pavillon dominant ce lac. Il est construit avec 28 colonnes. À l’intérieur, on peut trouver un poème écrit par Yul Gok (1536-1584), le Gyeongpodaebu. Ce poème décrit le mouvement du ciel et de la lune.
Il est aussi dit que l’on peut voir cinq lunes à Gyeongpodae. La première est dans le ciel, la deuxième est son reflet dans le lac, une autre se reflète dans la mer, la suivante dans le verre et la dernière dans les yeux d’un amoureux.

## Culture
Gangneung propose de nombreux festivals. Le plus grand et le plus célèbre est la fête Dano (강릉단오제), une célébration Dano près de la rivière Namdae. Elle fut déclarée « héritage culturel immatériel n° 13 » en 1967 par l’administration coréenne puis inscrite au « Patrimoine culturel immatériel de l'humanité » par l’UNESCO le 11 novembre 2005. De nos jours, elle offre une combinaison de plusieurs rites commémoratifs et de jeux traditionnels. La danse des masques Gwanno représente un temps fort de ce festival, c’est le seul endroit où elle peut être vue.
Le musée le plus important de la ville est le musée Ojukheon (héritage culturel n° 165) qui porte le nom d’une espèce locale de bambou noir. C’est la maison natale de l’érudit confucianiste Yulgok et de sa mère Shin Saimdang (1504-1551). Il comporte une des plus vieilles maisons en bois de Corée. Plusieurs sanctuaires et bâtiments résidentiels aident à comprendre la vie de ces personnages célèbres. La ville a aussi vu la naissance de la poétesse et peintre Heo Nanseolheon (1563-1589) et de son frère Heo Gyun (1569-1618), un érudit auteur de la légende de Hong Gildong.
Le musée municipal se trouve à côté du musée Ojukheon, il présente le folklore et l’histoire de la ville. Plus haut dans les collines, le musée Daegwallyeong propose une collection de mille objets sur l’histoire de l’agriculture dans la région.
Le lever du soleil, en particulier le premier de l’année, est important dans la culture coréenne. Ce jour-là, les plages de Jeongdongjin et de Gyeongpo sont très appréciées pour l'admirer.
Le club de football Gangwon FC participe au championnat de la K-League.

## Jeux olympiques d'hiver de 2018
| \| Centre de hockey de Kwandong Centre de curling de Gangneung Palais des glaces de Gangneung Ovale de Gangneung Centre de hockey de Gangneung \| Les cinq sites de compétition à Gangneung |
| Centre de hockey de Kwandong Centre de curling de Gangneung Palais des glaces de Gangneung Ovale de Gangneung Centre de hockey de Gangneung                                                 |

Avec Pyeongchang, la ville accueille les Jeux olympiques d'hiver de 2018 pour les épreuves de glace.
Les sites olympiques situés à Gangneung sont les suivants:
- Parc Olympique de Gangneung
  - Centre de curling de Gangneung – Curling
  - Palais des glaces de Gangneung – Patinage de vitesse sur piste courte et patinage artistique
  - Centre de hockey de Gangneung – Hockey sur glace (installation temporaire)
  - Ovale de Gangneung – Patinage de vitesse
- Centre de hockey de Kwandong – Hockey sur glace

## Jumelages
- Chichibu (Japon) depuis 1983
- Jiaxing (Chine) depuis 1999
- Chattanooga (États-Unis) depuis 2003
- Gangseo-gu (Corée du Sud) depuis 2004
- Seo-gu (Corée du Sud) depuis 2004
- Bucheon (Corée du Sud) depuis 2004
- Jingzhou (Chine) depuis 2004
- Buk-gu (Corée du Sud) depuis 2004
- Seocho-gu (Corée du Sud) depuis 2006
- Andong (Corée du Sud) depuis 2009

## Personnalités liées
- Sin Saimdang (1504-1551), femme de lettres, née à Gangneung
- Yi I (1536-1584), fils de Sin Saimdang, penseur néoconfucianiste et homme politique né à Gangneung
- Lee Soon-won (1957-), romancier
- Kim Miwol (1977-), romancière
- Oh Seung-eun, [1978-), actrice et chanteuse